# Norman Müller (Leichtathlet)

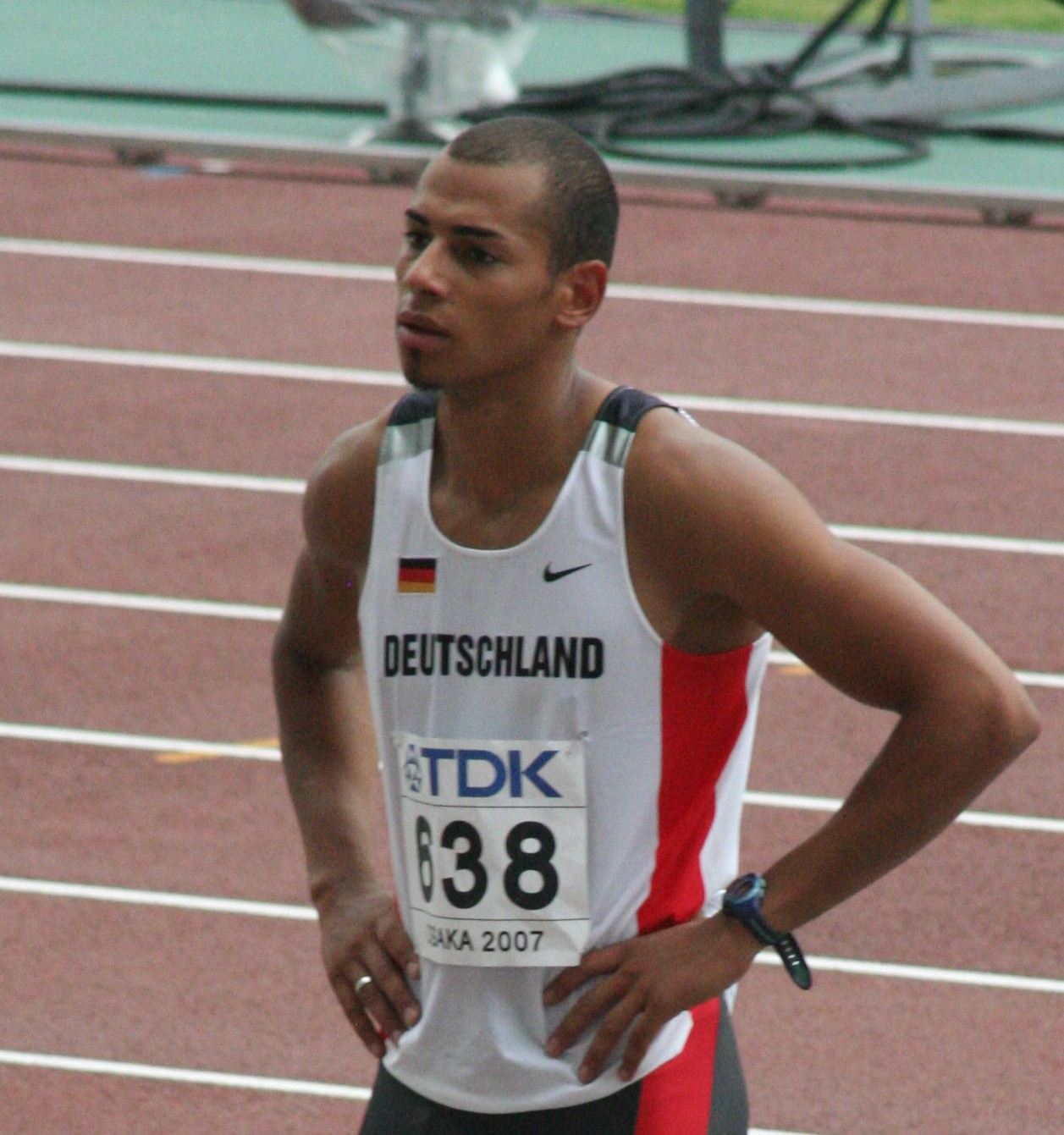
Norman Müller bei den Weltmeisterschaften 2007

Norman Müller (* 7. August 1985 in der Lutherstadt Eisleben) ist ein ehemaliger deutscher Leichtathlet, der im Zehnkampf antrat. Er startete für den Verein Hallesche Leichtathletik-Freunde. 

## Werdegang und Erfolge
Im Alter von acht Jahren ging Norman Müller zum Leichtathletikverein SSV Eisleben. In der sechsten Klasse wechselte er an die Sportschule Halle/Saale.
Seine ersten Erfolge feierte er bei den Deutschen Meisterschaften 2002 in Berlin, dort wurde er Deutscher Vizemeister. Des Weiteren war er 2006, 2007 und 2009 Deutscher Vizemeister. 2005 wurde er Deutscher Meister in der Halle. Weitere Erfolge waren:
- 2. Platz beim Zehnkampf der B-Jugend in Berlin
- 3. Platz bei den Leichtathletik-Juniorenweltmeisterschaften 2004 (Italien)
- 3. Platz bei den U23-Europameisterschaften 2005 (Erfurt)
- Teilnahme an den Weltmeisterschaften 2007 (Osaka)
- Teilnahme an den Weltmeisterschaften 2009 (Berlin)
- 7. Platz bei den Europameisterschaften 2012 (Helsinki) mit 8003 Punkten

Am 6. August 2009 steigerte er seine persönliche Bestleistung auf 8295 Punkte.
Ab Juni 2005 absolvierte er eine Ausbildung zum Bundespolizisten im mittleren Dienst beim Bundespolizeileistungssportprojekt in Cottbus.
Im März 2015 beendete er seine sportliche Karriere.

## Bestleistungen in den Einzeldisziplinen
| 100 m          | 10,69 s     |
| Weitsprung     | 7,52 m      |
| Kugelstoßen    | 15,27 m     |
| Hochsprung     | 2,12 m      |
| 400 m          | 47,30 s     |
| 110 m Hürden   | 14,46 s     |
| Diskuswurf     | 45,10 m     |
| Stabhochsprung | 5,15 m      |
| Speerwurf      | 63,26 m     |
| 1500 m         | 4:22,09 min |